# Gabriel Glorieux
Gabriel Glorieux (* 11. Juni 1930 in Quévy-le-Petit; † 20. August 2007 in Mons) war ein belgischer Radrennfahrer.

## Sportliche Laufbahn
Glorieux war im Bahnradsport aktiv. Er war Teilnehmer der Olympischen Sommerspiele 1952 in Helsinki. In der Mannschaftsverfolgung belegte der belgische Bahnvierer mit Gabriel Glorieux, José Pauwels, Robert Raymond und Paul Depaepe den 5. Rang. Im Tandemrennen wurde er mit Pierre Gosselin als Partner auf dem 10. Rang klassiert.
Bei den nationalen Meisterschaften gewann Glorieux 1948 die Silbermedaille in der Einerverfolgung hinter Joseph De Beukelaer, 1949 hinter Raphaël Glorieux.

## Familiäres
Sein Bruder Raphaël Glorieux war ebenfalls Radrennfahrer.